# Ellen ten Damme

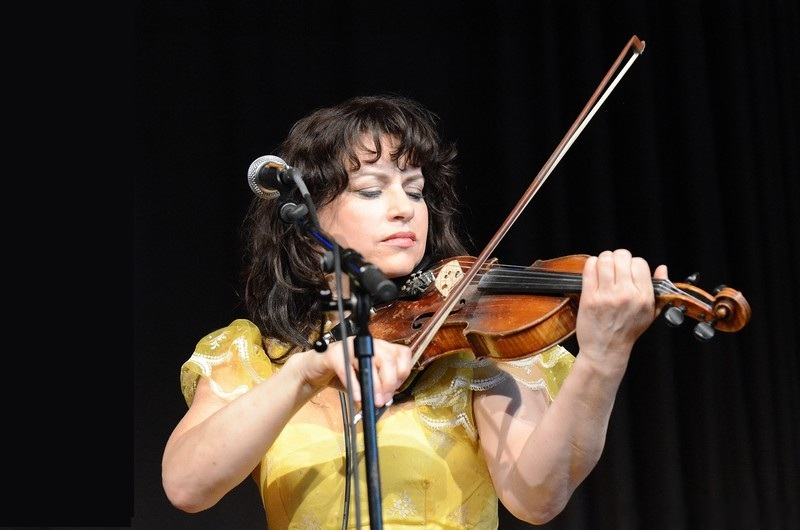
Ellen ten Damme (2012)

Ellen ten Damme (anhörenⓘ; * 7. Oktober 1967 in Warnsveld) ist eine niederländische Schauspielerin, Musikerin und Sängerin.

## Leben
Ellen ten Damme wuchs in Roden, einer Gemeinde in der Provinz Drenthe, auf. Sie besuchte das Atheneum, studierte einige Jahre Niederländische Literatur an der Reichsuniversität Groningen und schloss schließlich das Studium an der Academie voor Kleinkunst in Amsterdam ab.
Ihr Filmdebüt gab sie 1991 in dem Kurzfilm De Tranen van Maria Machita von Paul Ruven. Für diese Rolle wurde sie im gleichen Jahr für den niederländischen Filmpreis Goldenes Kalb nominiert. Danach war sie in zahlreichen niederländischen und deutschen Fernsehserien und -filmen zu sehen, wie Pleidooi, Costa! und Wilder Westerwald. Im Fernsehfilm Das Leuchten der Sterne (2007) spielte sie eine Mutter eines todkranken behinderten Jungen.
Als Sängerin tritt Ten Damme als Solokünstlerin und zusammen mit der Band Soviet Sex auf. Mit der Single Vegas gelang ihr in den Niederlanden ein Charterfolg. 2005 nahm Ten Damme mit dem von Udo Lindenberg komponierten Titel Plattgeliebt an der deutschen Vorentscheidung zum Eurovision Song Contest teil. 2008 trat sie bei der Udo-Lindenberg-„Stark-wie-Zwei“-Tour als Sängerin auf. Sie sang auch in verschiedenen Programmen mit der Bigband von Konrad Koselleck, zuletzt in The Concert to End All Wars.
2010 war sie Model für den Dessous- und Wäschehersteller Mey.
Ellen ten Damme war mit dem Schauspieler Markus Knüfken verheiratet.

## Filmografie (Auswahl)
- 1991: De Tranen van Maria Machita
- 1993: Pleidooi (Fernsehen)
- 1995: Wilder Westerwald (Fernsehfilm)
- 1997: Die Musterknaben (Fernsehfilm)
- 1998: Kai Rabe gegen die Vatikankiller
- 1998: Aus heiterem Himmel (Fernsehserie, 1 Folge)
- 1999: Bang Boom Bang – Ein todsicheres Ding
- 1999: No Trains No Planes
- 2000: Conamara
- 2000: Der Himmel kann warten
- 2000: Die Hässliche
- 2001: Vergeef me
- 2001: Boran (Fernsehfilm)
- 2002: Volle Maan
- 2002: Costa! (Fernsehserie)
- 2002: Tatort: Filmriss
- 2002: Fickende Fische
- 2003: Das Interview (Interview)
- 2004: Wolffs Revier (Fernsehserie, 1 Folge)
- 2004: Ferienfieber
- 2005: Die Rosenheim-Cops (Fernsehserie, 1 Folge)
- 2007: Das Leuchten der Sterne (Fernsehfilm)
- 2008: Fünf Sterne (Fernsehserie, 11 Folgen)
- 2008: Blackwater Fever
- 2009: Mijn vader is een detective
- 2009: De hoofdprijs (Fernsehserie, 5 Folgen)
- 2010: De TV kantine (Fernsehserie, 2 Folgen)
- 2011: Mijn vader is een detective: De wet van 3
- 2012: Mijn vader is een detective: The Battle
- 2014: De overgave
- 2015: Het sinterklaasjournaal
- 2016: The Passion
- 2019: Tatort: Die ewige Welle

## Diskografie
- 1988: Trust in a Feeling (EP)
- 1995: I Love You (EP)
- 1995: Sexreligion (EP)
- 1995: Kill Your Darlings
- 2001: It Ain’t Easy (EP)
- 2001: Gadget (EP)
- 2001: Miss You (EP)
- 2001: I Am Here
- 2002: Vegas (EP)
- 2007: Impossible Girl (EP)
- 2007: Stay (EP)
- 2007: Hey Now (EP)
- 2008: Impossible Girl
- 2009: Durf jij?
- 2012: Het regende zon
- 2014: Berlin (mit dem Magpie Orchestra)
- 2017: Paris (mit dem Magpie Orchestra)
- 2019: Casablanca (mit dem Magpie Orchestra)
- 17-07-2020: Más Caliente in Magnetron (Single)